# Nitin Sawhney
Nitin Sawhney (ur. 1964) – hindusko-brytyjski muzyk, producent i kompozytor. W swojej twórczości łączy szeroko pojętą muzykę azjatycką i inne gatunki world music z elementami jazzu i elektroniki. W swoich utworach często porusza tematy związane z multikulturalizmem, polityką i duchowością. Artysta aktywny jest również w takich obszarach jak sztuka czy kultura i jest patronem wielu festiwali filmowych i innych wydarzeń z kręgu kultury czy edukacji. Za swą działalność, zarówno w dziedzinie muzyki, jak i poza nią, był wielokrotnie nagradzany.

## Solowa kariera
Kariera muzyczna Nitin Sawhneya rozpoczęła się w 1993 roku, kiedy to własnym sumptem wydał album Spirit Dance. Przełomowym wydarzeniem był wydany w 1999 roku album Beyond Skin, który nominowany był do Mercury Prize, na South Bank Show zdobył nagrodę w kategorii muzyka popularna.
Najnowszym dziełem artysty jest wydany w październiku 2023 album Identity.

## Dodatkowe informacje
Poza muzyką większość działań Sawhneya skupia się na różnych obszarach związanych budowaniem więzi lokalnych i edukacją, patronuje też wielu organizacjom i wydarzeniom w Wielkiej Brytanii i Azji. Wspólnie z George’em Martinem patronują brytyjskiemu, rządowemu programowi Access-to-Music, jest również patronem Raindance East Film Festival i British Independent Film Awards. Sawhney pojawia się regularnie jako komentator w programach BBC – Newsnight, Newsnight Review i HardTalk. Pisuje również do takich gazet jak The Guardian, The Daily Telegraph, The Independent i The Observer.

## Dyskografia

### Albumy
- Spirit Dance (1994) World Circuit
- Migration (1995) Outcaste Records
- Displacing the Priest (1996) Outcaste Records
- Beyond Skin (1999) Outcaste Records
- Prophesy (2001) V2/BMG
- Human (2003) V2
- Philtre (2005) V2
- London Undersound (2008) Cooking Vinyl

### Kompilacje
- „Introducing Nitin Sawhney” (1999) Outcaste
- FabricLive.15 (2004) Fabric
- All Mixed Up (2004) V2
- In the Mind of... (2007) District 6

## Muzyka filmowa
| 1995 - Flight (Alex Pillai/Dokument dla BBC TV) 1998 - Dance of Shiva (Jamie Payne/Epiphany Productions) 1999 - Split Wide Open (Dev Benegal/Anuradha Parikh/Tropic Films) - The Fiancee (Alex Harvey) - The Sikhs (John Das/BBC TV Documentary Series) 2001 - Ivor the Invisible (Hilary Audas/Paul Madden dla Screen First/Channel 4 TV) 2002 - Anita & Me (Metin Husseyin/Paul Raphael) - Bodily Harm (Tim Supple/Catherine Wearing/Channel 4 TV) - Pure (Gilles MacKinnon/Howard Burch) 2003 - 12th Night (Tim Supple/ Rachel Gesua/Channel 4 TV) - Second Generation (Jon Sen/Catherine Wearing/Channel 4 TV) - Still the Children are Here (Dinaz Stafford/Mira Nair) 2004 - England Expects (Andy Smith/BBC 1) - Tamworth Two (Metin Husseyin/ITV) 0 - Hari Om (Bharat Bala) - Lila Says (Ziad Doueri) - Angell’s Hell (Saurabh Kakkar/ITV) - Lions in Peril (Ingrid Kavalle/BBC) | 2005 - Rose and Maloney (Metin Husseyin/Catherine Wearing/ITV) - Blindsight (Lucy Walker/Sybil Robson-Orr) - Natural Fantasia (Sean Christian/BBC) - Throw of Dice (niemy film Franz Ostena z 1929, nowa aranżacja w wykonaniu BBC Concert Orchestra) 2007 - Living Goddess(Dark Fibre Films/More Four) - Imiennik (Mira Nair/Lydia Pilcher) - Heavenly Sword (Ninja Theory/Sony Playstation 3) 2008 - The Fifth Beatle (Vivek Tiwary) 2009 - Jean Charles (Henrique Goldman) |